# Goldie Printis Horton
Goldie Printis Horton (* 4. September 1887 in Athens (Texas), Vereinigte Staaten; † 11. Mai 1972) war eine US-amerikanische Mathematikerin und Hochschullehrerin. Sie erwarb 1917 als erste Frau an der University of Texas einen Doktortitel in Mathematik, wo sie bis 1966 unterrichtete.

## Leben und Werk
Horton erhielt 1908 den Bachelor of Arts an der University of Texas und unterrichtete dann ein Jahr lang an der High School. 1910 erwarb sie einen Master-Abschluss am Smith College und unterrichtete von 1910 bis 1912 erneut an der High School. Von 1912 bis 1913 studierte sie am Bryn Mawr College in Pennsylvania. 1917 promovierte sie als erste Frau an der University of Texas bei Hyman Joseph Ettlinger in Mathematik mit der Dissertation: Functions of Limited Variation and Lebesgue Integrals. Danach wurde sie zur Dozentin für Mathematik an der University of Texas ernannt, 1926 zur außerordentlichen Professorin und 1935 zur Assistenzprofessorin.  1934 veröffentlichte sie mit Milton Brockett Porter ein Buch über analytische Geometrie und heiratete ihn im selben Jahr. Sie unterrichtete bis 1966.

## Veröffentlichungen (Auswahl)
- 1916: A note on the calculation of Euler's constant, In: American Mathematical Monthly, Band 23, S. 73
- 1916: Concerning Roulettes, In: American Mathematical Monthly, Band 23, S. 237–241
- 1918: Functions of limited variation and Lebesgue integrals, In: Annals of Mathematics, Band 20, S. 1–8.